# Colla Vella de Gràcia
Colla Vella de Gràcia, o simplement la Vella de Gràcia, és una colla de diables de la Vila de Gràcia, Barcelona. És, després dels Diables del Clot i els Diables de Sants, la tercera colla de diables més antiga de la ciutat. La colla és una secció dels Lluïsos de Gràcia, una de les entitats més importants i històriques del barri. Anualment la colla realitza entre 30 i 40 sortides concentrades principalment al districte de Gràcia, i menor mesura a Catalunya i les Illes Balears; les sortides es divideixen en correfocs, tabalades i tallers de diables. La colla té un total de tretze temes propis per a tabal i dos temes arranjats que amenitzen les seves actuacions.

## Història
La Vella de Gràcia té el seu origen en els Diables de Gràcia, nascuts l'any 1981 a proposta de Jordi Cubillos. Es va impulsar una tradició que, principalment, provenia dels nuclis rurals de les comarques del Garraf i les del Camp de Tarragona i Penedès. Precisament en els inicis d'aquesta colla hi eren presents diverses persones procedents de la colla de Sitges. Tanmateix aquesta colla es va dividir en dos l'any 1982, després de l'escissió d'un part dels seus membres. Així doncs, per una banda es passà anomenar la primera com a Colla Vella de Diables de Gràcia, amb una tendència tradicionalista, i per l'altra, es formaria la Diabòlica de Gràcia, amb una tendència renovadora. La Vella de Gràcia, fidel al costum penedesenc creien en el sentit litúrgic d'aquest costum.
Els Malsons de la Vella, la secció infantil dels diables, es va introduir a la colla l'any 2007.
El 2010 fou la primera colla afectada per la Directiva Europea del Foc i hagué de suspendre una actuació a Marsella.

## Seccions
En tot correfoc de la Vella de Gràcia hi ha diferents tasques assignades a membres de la colla per a la bona execució del costum. En Llucifer, protagonista del ball de diables, és l'encarregat de dur el ceptrot principal de la colla i d'encapçalar la comitiva de diables; també és l'encarregat de mantenir un perímetre de seguretat respecte a la colla del davant en correfocs on hi actuen diverses colles de diables. El botafoc s'encarrega d'encendre la pirotècnia dels ceptrots simples que porten els diables i els quals cremen la pirotècnia entre en Llucifer i el botafoc. També hi trobem en civader i el carro, el primer reparteix la pirotècnia i el segon, la transporta i la resguarda.
Finalment, en darrera posició i tancant la colla, hi apareix la figura dels tabalers que s'encarreguen d'amenitzar el correfoc. La colla té un total de tretze temes propis per a tabal i són els següents: Copes (2002), The Night (2004), L'Honorable (2004), The Day (2004), Dialogué (2004), Gauss, Puti, Master, Euler (2004), Tribal (2006), RATTAS (2007), Tallapets i Toc de Musó (2008); també ha arranjat Matador i Samba.